# Lennon Naked
Pour plus de détails, voir Fiche technique et Distribution.
Lennon Naked est un téléfilm britannique réalisé par Edmund Coulthard, sorti en 2010.

## Synopsis
La vie de John Lennon au moment de la séparation des Beatles.

## Fiche technique
- Titre : Lennon Naked
- Réalisation : Edmund Coulthard
- Scénario : Robert Jones
- Musique : Dickon Hinchliffe
- Photographie : Matt Gray
- Montage : Philip Kloss
- Production : Edmund Coulthard et Katherine Lannon
- Société de production : Blast! Films et BBC
- Pays :  Royaume-Uni
- Genre : Biopic, drame et film musical
- Durée : 82 minutes
- Première diffusion : 
  -  Royaume-Uni : 23 juin 2010 (BBC Four[1])

## Distribution
- Christopher Eccleston : John Lennon
- Christopher Fairbank : Freddie Lennon
- Allan Corduner : Art Janov
- Andrew Scott : Paul McCartney
- Naoko Mori : Yoko Ono
- Michael Colgan : Derek Taylor
- Craig Cheetham : Ringo Starr
- Jack Morgan : George Harrison
- Claudie Blakley : Cynthia Lennon
- Rory Kinnear : Brian Epstein
- Adrian Bower : Pete Shotton
- Di Botcher : Dot
- Eileen O'Brien : Lil
- Debora Weston : Gloria Emerson
- Dave Legeno : Les
- Charlie Coulthard : Julian
- Ray MacAllan : Cabbie
- Jonathan Rigby : l'avocat de Cynthia